# ロビー・ロバートソン
ジェイミー・ロイヤル・"ロビー"・ロバートソン（Jaime Royal "Robbie" Robertson, OC、1943年7月5日 - 2023年8月9日）は、カナダのミュージシャン、ギタリスト、シンガーソングライター。ザ・バンドのメンバーとして活動した後、1987年にソロ・デビューを果たす。

## 生涯

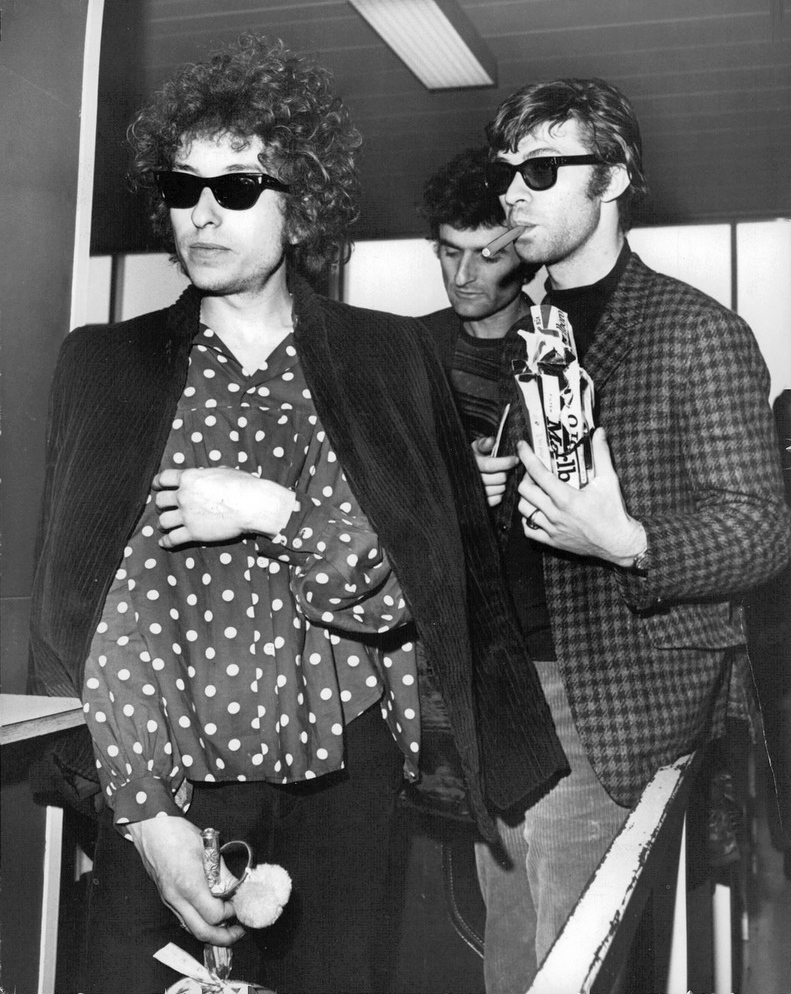
左からボブ・ディラン、ディランのツアー・マネージャーのヴィクター・メイミューズ、ロビー・ロバートソン。1966年4月撮影。

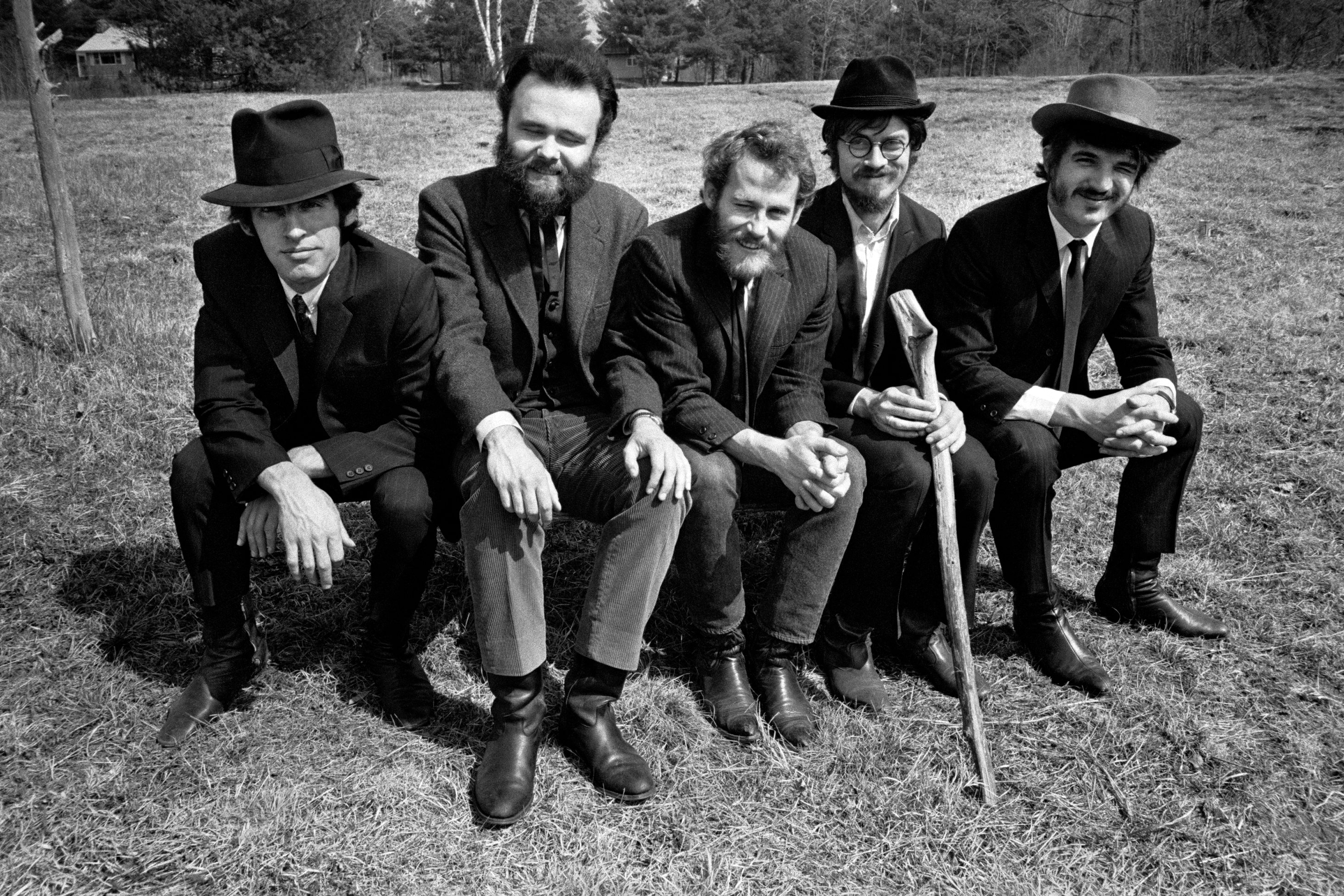
1969年のザ・バンド。ロバートソンは右から2人目。

ロバートソンは、オンタリオ州トロントで、父がユダヤ人、母がモホーク族インディアンの家庭に生まれた。幼いころに、プロの賭博師(ギャンブラー）だった父親が、路上でタイヤを交換中にひき逃げされて死亡した。ロバートソンは貧しい環境の中、母親の手で育てられる。7歳のときにギターを覚え、やがてカントリーやロカビリー、ロックンロールに熱中し、地元のアマチュアバンドでファッツ・ドミノらの作品に触れた。
1958年、ロカビリー歌手ロニー・ホーキンスのバック・バンドであるザ・ホークスに加入。リチャード・マニュエルやリック・ダンコらと出会った。当初はベースギターを担当したが、2年後にリードギターに転向した。
1965年夏、ボブ・ディランからコンサートでリード・ギターを弾いてくれないかと依頼され、ロバートソンはホークスのメンバーであるリヴォン・ヘルムにドラムを叩かせてくれるのならと答えた。8月28日のニューヨークのフォレスト・ヒルズ・スタジアムのライブ、9月3日のロサンゼルスのハリウッド・ボウルのライブにロバートソンとヘルムは参加した。そして9月24日からホークスは正式にディランのバックバンドとしてツアーを始めた。
1966年、ディランのアルバム『ブロンド・オン・ブロンド』のレコーディングに参加。ディランから、数学的なギタリストと評された。1968年、ホークスはザ・バンドと改名して『ミュージック・フロム・ビッグ・ピンク』を発表。ロバートソンは、ザ・バンドが1976年に解散するまで、リードギターと曲づくりを担当し、バンドのリーダー的存在となった。また、1975年には彼の作品ばかりからなる『南十字星』を発表した。だが、ロビーの学究肌の性格は、他のメンバーとの溝を深めた。さらにレコード作品のクレジットについての問題や、ツアー継続に関する意見の相違などもからんで、1976年11月のイベント『ラスト・ワルツ』を最後にロバートソンは脱退し、ザ・バンドは解散の結末を迎えた。この際も、ラスト・ワルツにニール・ダイアモンドを呼ぶか呼ばないかで、ロビーと他のメンバーは意見が対立した。ロビーは作曲能力の高いダイアモンドを参加させたかったが、他のメンバーはショービジネス志向のダイアモンドを参加させたくなかった。結果としてはロビーの意見が通り、ニール・ダイアモンドは参加している。
ラスト・ワルツを契機に、リヴォン・ヘルムとは絶縁状態となった。ヘルムは「彼のバンドにおける役割は否定しない。彼は重要な触媒であり、ザ・バンドの音楽の歴史に重要な貢献をした。しかし彼がなぜ、あんなふうにすべてを放り出さなくてはならなかったのか、ぼくは今になっても理解できない」とロバートソンを非難した。
ザ・バンド解散後は、セッション・ギタリストや音楽プロデューサーとして活動。また、1980年公開の映画『Carny』をプロデュースし、脚本制作に協力、俳優としても出演。同年、マーティン・スコセッシの監督映画『レイジング・ブル』の音楽監督を務め、以後、ロバートソンはスコセッシの監督作品で度々音楽監督としてクレジットされる。
1983年にはザ・バンドが再結成されるが、不参加。1985年にはトム・ペティ&ザ・ハートブレイカーズのアルバム『Southern Accents』に、共同プロデューサーの一人としてクレジットされる。そして、1987年にソロ・デビュー作『ロビー・ロバートソン』発表。同作はロビーとダニエル・ラノワがプロデュースを担当し、ボノらU2の全メンバーやピーター・ガブリエル、トニー・レヴィン、テリー・ボジオらが参加した。
1987年、雑誌「ローリング・ストーン」創刊20周年特別号で、ユダヤ系カナダ人とカナダ側モホーク族インディアンの混血であることを明かし、同年発表のソロ・デビュー作『ロビー・ロバートソン』は、この出自について歌ったものであるとコメントした。「私一人で活動しているわけではなかったから、個人的な志向で音楽性を変えるわけにいかなかった」と述べている。以後、ネイティヴ・アメリカン（インディアン）の血をひく者としての音楽性を強く打ち出すようになった。
ソロ2作目の『ストーリーヴィル』（1991年）は、ニューオーリンズ音楽からの影響を取り入れた作品で、ミーターズの全メンバーやアーロン・ネヴィル、ニール・ヤング等がゲスト参加。
1994年、テレビ番組『The Native Americans』の音楽を担当し、サウンドトラック・アルバムは、ロビー・ロバートソン&ザ・レッド・ロード・アンサンブル名義のアルバム『ネイティヴ・アメリカン』として発表された。同作は、インディアンの伝統音楽とテクノロジーを融合した音楽性で、チェロキー族のリタ・クーリッジ等が参加。
1998年のアルバム『コンタクト・フロム・ジ・アンダーワールド・オブ・レッド・ボーイ』も、再びインディアンの伝統音楽に影響を受けた作品となった。リタ・クーリッジ、Joanne Shenandoah（後にニール・ヤング等と共演するオナイダ族の女性歌手）等が参加。同アルバムに収録された「サクリファイス」という曲は、インディアン権利団体「アメリカインディアン運動（AIM）」のメンバーで、無実の罪で終身刑服役中のインディアン運動家レナード・ペルティエの電話によるメッセージを曲中に採り入れるという実験的なものとなった。ロビーはこの曲についてこう述べている。「僕はライブパフォーマンスはしないよ。だがスタジオ録音であっても人が人を巻き込むグルーブ感のある音楽は作れると思ってるよ」
2003年、Canada's Walk of Fameに名前が彫られる。
同年、ローリング・ストーン誌が選出した歴史上最も偉大な100人のギタリストでは78位、2011年の改訂版では第59位に選ばれている。また、2007年の「歴史上最も過小評価されている25人のギタリスト」においては第20位に入っている。
その後、2008年にはザ・バンドとともにグラミー賞特別功労賞を受賞。
2011年、13年振りの新作『ハウ・トゥ・ビカム・クレアヴォヤント』を発表。同アルバムにはエリック・クラプトンが7曲でゲスト参加し、更にスティーヴ・ウィンウッド、ロバート・ランドルフ、トム・モレロ、トレント・レズナー等も参加した。同年5月にはカナダ勲章を授与されている。
2019年、カナダでドキュメンタリー映画『ザ・バンド　かつて僕らは兄弟だった』(英題:『Once Were Brothers: Robbie Robertson and the Band』)が公開された(日本では2020年公開)。ロビーの2017年の回想録『ロビー・ロバートソン自伝 ザ・バンドの青春』に一部基づいている。同年、同ドキュメンタリーやスコセッシの新作『アイリッシュマン』に触発された8年ぶりのソロアルバム『シネマティック』を発表。これが生前最後のスタジオアルバムとなった。
2023年8月9日、長い闘病の末、アメリカ・カリフォルニア州・ロサンゼルスの自宅で家族に見守られながら死去。80歳没。

## ディスコグラフィ
ソロ・アルバム
- 1987年 ロビー・ロバートソン - Robbie Robertson （ゲフィン）
- 1991年 ストーリーヴィル - Storyville （ゲフィン）
- 1994年 ネイティヴ・アメリカン - Music for The Native Americans （キャピトル）
- 1998年 コンタクト・フロム・ジ・アンダーワールド・オブ・レッド・ボーイ - Contact from the Underworld of Redboy （キャピトル）
- 2011年 ハウ・トゥ・ビカム・クレアヴォヤント - How To Become Clairvoyant (429)
- 2019年 シネマティック- Sinematic

## 著作
- ロビー・ロバートソン 著、奥田祐士 訳『ロビー・ロバートソン自伝 ザ・バンドの青春』DU BOOKS、2018年10月19日。ISBN 978-4866470535。